# Espera la primavera, Bandini
Espera la primavera, Bandini (títol original: Wait Until Spring, Bandini) és una pel·lícula estatunidenca, belga, francesa i italiana dirigida per Dominique Deruddere, estrenada l'any 1989, que va rebre tres premis Joseph Plateau. Ha estat doblada al català.

## Argument
Nostàlgic drama sobre una família d'immigrants a Colorado durant els anys vint.

## Repartiment
- Joe Mantegna: Bandini
- Ornella Muti: Maria Bandini
- Faye Dunaway: Mme Hildegarde
- Michael Bacall: Arturo
- Daniel Wilson: August
- Alex Vincent: Federico
- Burt Young: Rocco
- Tanya Lopert: Sor Celia
- Renata Vanni: Donna Toscana
- François Beukelaers: Mr. Helmer
- Josse De Pauw: Mr. Voss
- Natalie Gregory: Rosa
- Sean Baca: Wally
- Tyler-Jane Mitchel: Gertie (com Rebecca Clark)
- Isabelle Soimaud: cantant de l'exèrcit de Salvació
- Donna Todd: Mrs. Johnson
- Debra MacFarlane: Mrs. Helmer
- Jean-Louis Sbille: empleat del banc

## Premis i nominacions
- 1989: Premi André-Cavens de la Unió de la critica de cinema (UCC) pel millor film belga